# Miracolo del sole

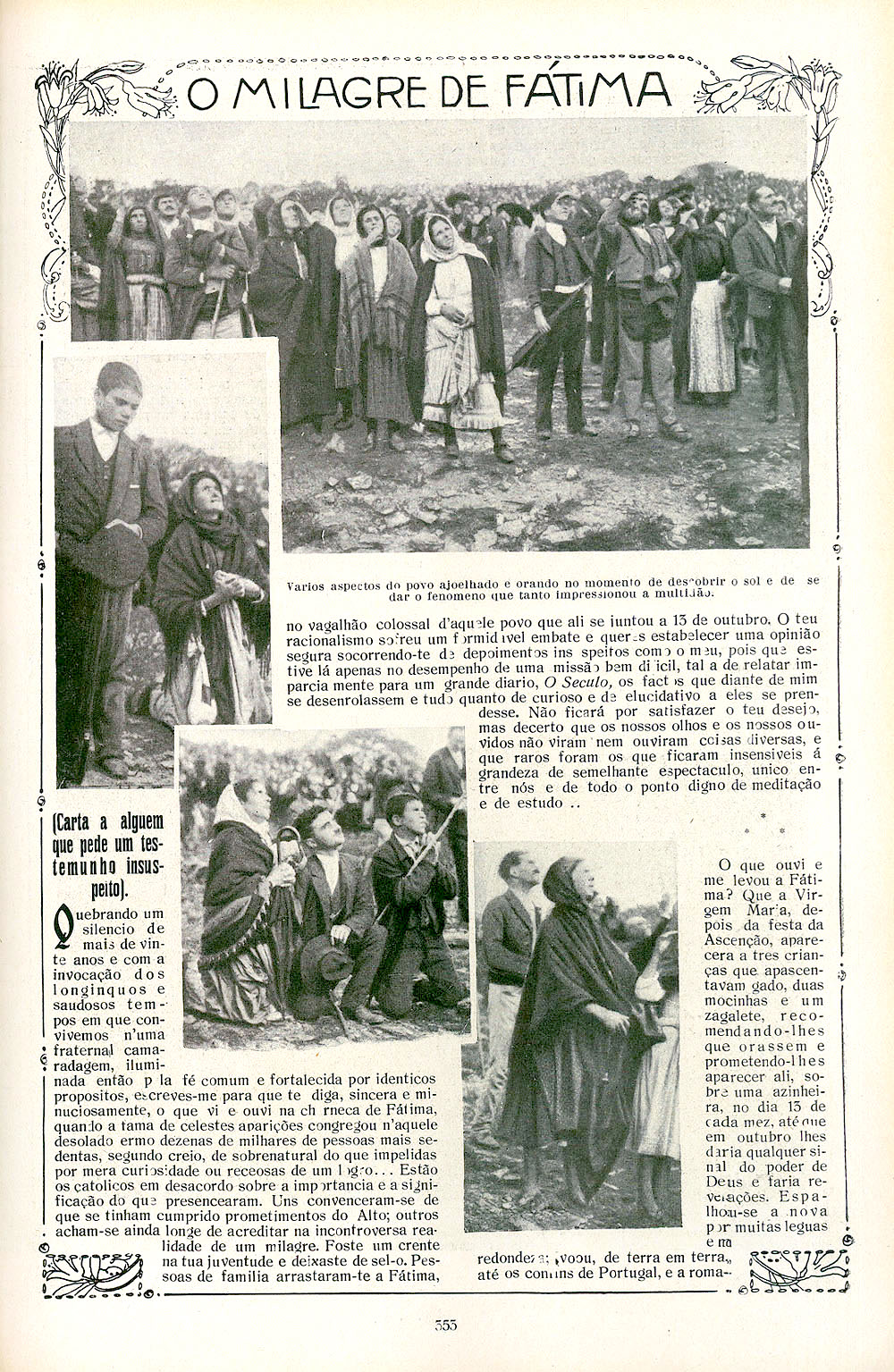
Una copia fotostatica di una pagina della rivista Ilustração Portuguesa del 29 ottobre 1917, ritraente la folla che osserva il "miracolo del sole".

Il miracolo del sole è un evento collegato alle apparizioni mariane della Madonna di Fátima nel 1917.
A mezzogiorno del 13 ottobre 1917 un numero notevole di persone, radunate alla Cova da Iria, presso la cittadina portoghese di Fátima, ha visto il disco solare cambiare colore, dimensione e posizione per circa dieci minuti, e poi avvicinarsi progressivamente alla terra come se stesse per precipitarvi. L'evento non fu osservato dai tre piccoli veggenti.

## L'evento

### Antefatto
A tre pastorelli, i fratelli Francisco e Jacinta Marto (9 e 7 anni) e la loro cugina Lúcia dos Santos (10 anni), sarebbe apparsa la Madonna il 13 maggio 1917, mentre si trovavano a Cova da Iria. Le apparizioni mariane si sarebbero ripetute, e i bambini riferirono che la Madonna aveva promesso loro un evento prodigioso in occasione dell'ultima apparizione del 13 ottobre 1917.

### La Cova da Iria
Il 13 ottobre 1917 molte migliaia di persone, attirate anche dalla rilevanza che la stampa portoghese aveva dato al fenomeno, si riunirono nella Cova. Nonostante la pioggia battente, che aveva reso la Cova un campo fangoso, la folla fu stimata tra 30.000 e 100.000 persone. Erano presenti anche alcuni giornalisti, tra i quali Avelino de Almeida, redattore capo di O Século, un quotidiano locale di Lisbona, il quale scrisse un articolo il 15 ottobre, sulla prima pagina del suo giornale:
[...] O sol nasce, mas o cariz do céu ameaça tormenta. As nuvens negras acastelam-se precisamente sobre as bandas de Fátima.
[...] Pelas dez horas, o ceu tolda-se totalmente e não tardou que entrasse a chover a bom chover. [...] A criança afirma que a Senhora lhe falou mais uma vez, e o céu, ainda caliginoso, começa, de subito, a clarear no alto; a chuva pára e presente-se que o sol vae inundar de luz a paizagem. [...] 
A hora antiga' é a que regula para esta multidão, que calculos desapaixonados de pessoas cultas e de todo o ponto alheias ás influencias misticas computam em trinta ou quarenta mil creaturas... A manifestação miraculosa, o sinal visivel anunciado está prestes a produzir-se - asseguram muitos romeiros...
E assiste-se então a um espectáculo unico e inacreditavel para quem não foi testemunha d'ele. Do cimo da estrada, onde se aglomeram os carros e se conservam muitas centenas de pessoas, a quem escasseou valor para se meter à terra barrenta, vê-se toda a imensa multidão voltar-se para o sol, que se mostra liberto de nuvens, no zenit. O astro lembra uma placa de prata fosca e é possivel fitar-lhe o disco sem o minimo esforço. Não queima, não cega. Dir-se-hia estar-se realisando um eclipse. Mas eis que um alarido colossal se levanta, e aos espectadores que se encontram mais perto se ouve gritar:
[...] Il sole sorge, ma l'aspetto del cielo minaccia temporale. Nuvole nere si ammassano sulla folla di Fatima. [...] Alle dieci il cielo si oscura totalmente e non tarda a cadere una forte pioggia. [...] I fanciulli affermano che la Signora aveva parlato loro ancora una volta, e il cielo, prima caliginoso, comincia subito a schiarirsi in alto; la pioggia cessa e si presenta il sole che inonda di luce il paesaggio. [...]
L'ora mattutina è la regola per questa moltitudine, che calcoli imparziali di persone colte e di tutto rispetto, punto rapite come per influenza mistica, contano in trenta o quaranta mila creature... La manifestazione miracolosa, il segno visibile annunciato sta per essere prodotto - assicurano molti pellegrini... E si assiste a uno spettacolo unico e incredibile per chi non fu testimone di esso. Dalla cima della strada, dove si ammassano i carri e sostano molte centinaia di persone, alle quali manca la voglia di mettersi nella terra fangosa, si vede tutta l'immensa moltitudine voltarsi verso il sole, che si mostra libero dalle nuvole, nello zenit. L'astro sembra un disco di argento scuro ed è possibile fissarlo senza il minimo sforzo. Non brucia, non acceca. Si direbbe realizzarsi un'eclissi. Ma ecco che un grido colossale si alza, e dagli spettatori che si trovano più vicini si ode gridare:
"Miracolo, Miracolo! Meraviglia, meraviglia!" Agli occhi sbalorditi di quella folla, il cui atteggiamento ci riporta ai tempi biblici e che, pallida di sorpresa, con la testa scoperta, fissa l'azzurro (cielo), il sole tremò ed ebbe mai visti movimenti bruschi fuori da tutte le leggi cosmiche, il sole "ballò", secondo la tipica espressione dei contadini.»
(Avelino de Almeida, "O Século", Lisboa (edição da manhã) 37 (l2.876) 15 Out. 1917, p.1 colonne 6-7; p.2 col.1)
Avelino de Almeida ritornò sulla questione pochi giorni dopo dalle pagine della Ilustração Portuguesa, scrivendo in particolare:
(Avelino de Almeida, Ilustração Portuguesa del 29 ottobre 1917)
Altri racconti dell'evento:
(Dr. Domingos Pinto Coelho, dal quotidiano cattolico Ordem)
(Dal quotidiano lisbonese O dia del 17 ottobre 1917)
[Durante questo tempo] il disco del sole non rimase immobile: aveva un movimento vertiginoso, [ma] non come lo scintillio di una stella in tutto il suo splendore, perché esso girava su se stesso in folli giravolte. Durante il fenomeno solare che ho appena descritto, avvenne anche un cambiamento di colore nell'atmosfera. Guardando verso il sole, ho notato che tutto stava diventando più scuro. Ho guardato prima gli oggetti più vicini e poi ho esteso il mio sguardo ai campi fino all'orizzonte. Vidi ogni cosa assumere il colore dell'ametista. Gli oggetti intorno a me, il cielo e l'atmosfera, erano dello stesso colore. Ogni cosa, sia vicina che lontana era cambiata, assumendo il colore di un vecchio damasco giallo. Sembrava che la gente soffrisse di itterizia e io ricordo di aver provato un senso di divertimento vedendo le persone sembrare così brutte e sgradevoli. La mia stessa mano era di tale colore. Poi, improvvisamente, si udì un clamore, un grido di angoscia prorompere da tutti. Il sole, roteando selvaggiamente, sembrò staccarsi all'improvviso dal firmamento e, rosso come sangue, avanzare minacciosamente verso la terra come per schiacciarci con il suo peso immenso e ardente. Durante quei momenti provai una sensazione veramente terribile. Tutti i fenomeni che ho descritto furono da me osservati in uno stato d'animo calmo e sereno, senza alcun disturbo emotivo. Interpretarli e spiegarli è compito di altri. Debbo dichiarare infine che mai, prima o dopo il 13 ottobre 1917, ho assistito a simili fenomeni atmosferici o solari.»
(José Maria Proença de Almeida Garrett, professore alla facoltà di Scienze naturali dell'università di Coimbra)
(Manuel Nunes Formigão, sacerdote professore del seminario di Santarem)
(Joaquim Maria Lourenço, che si trovava a Alburitel, 18 km da Fatima)

### Il riconoscimento della Chiesa Cattolica
Il 13 ottobre 1930, col documento A Divina Providência, il vescovo di Leiria José Alves Correia da Silva dichiarò "degne di credito le visioni dei fanciulli nella Cova da Iria", autorizzando ufficialmente il culto della Madonna di Fátima col titolo di Nossa Senhora de Fátima. Tuttavia il riconoscimento delle apparizioni non ha automaticamente portato al riconoscimento del "miracolo del sole" da parte della Chiesa cattolica.

## Ricerche sull'evento

### Scritti di John De Marchi
La fonte più citata, fra quelle che raccontano l'evento, è data dagli scritti di John De Marchi, un prete italiano cattolico che passò 7 anni a Fatima, dal 1943 al 1950, facendo ricerche ed interviste, che culminarono nel libro The Immaculate Heart. New York, Farrar, pubblicato nel 1952.
Secondo De Marchi, la prima testimonianza di Avelino de Almeida ebbe all'epoca una vasta risonanza, poiché il quotidiano O Século, di orientamento filo-governativo, positivista e anticlericale, era il più venduto in Portogallo all'epoca dei fatti, e lo stesso Avelino de Almeida aveva ridicolizzato in precedenti articoli gli eventi di Fatima.
Sempre secondo De Marchi, le persone radunate alla Cova dichiararono di aver trovato alla fine dell'"apparizione" i vestiti, precedentemente inzuppati dalla pioggia, completamente asciutti.

### Analisi critiche e ricerche scientifiche
Alcuni autori contemporanei hanno proposto ipotesi naturali per spiegare l'accaduto. Secondo Kevin McClure, contrariamente a quanto riportato da De Marchi, vi è una notevole disparità nei resoconti dei testimoni: ad esempio, il movimento è descritto da taluni come a zig-zag e da altri come rotatorio; il colore è alternativamente rosso-giallo-porpora o grigio-blu. Inoltre, sempre secondo McClure, solo meno della metà delle persone coinvolte avrebbe visto il sole danzare e roteare nel cielo, staccarsi da esso, come per cadere sulla terra, e tornare su al suo posto.
Nel 1989 Stuart Campbell affronta, con un articolo nel Journal of Meteorology, l'ipotesi di presenza di polvere nella stratosfera; il fenomeno è descritto anche da Paul Simons in un articolo sul Times del 2005.
Nel 1993 Joe Nickell, collaboratore del CSICOP (associazione omologa all'italiana CICAP, il "Comitato Italiano per il Controllo delle Affermazioni sul Paranormale"), studia la possibile presenza di un fenomeno noto come parelio: per motivi di rifrazione ottica, in determinate condizioni atmosferiche, il disco solare può apparire affiancato a circa 22 gradi da una o due immagini speculari. Il fenomeno è però statico e non contemplerebbe movimenti del disco solare. Secondo Joe Nickell, una temporanea distorsione dell'immagine sulla retina, causata dalla prolungata esposizione alla luce solare, può comunque provocare l'illusione di un movimento. Secondo lo studioso, si trattò quindi
Nickell nota:
«Forse non senza sorpresa, miracoli del sole sono stati segnalati presso altri siti Mariani - a Lubbock, Texas, nel 1989; al Santuario di Madre Cabrini vicino a Denver, Colorado, nel 1992; a Conyers, in Georgia, agli inizi degli anni '90».
Nickell aggiunge che a Conyers, mentre i pellegrini erano testimoni di un presunto miracolo del sole, «...il Georgia Skeptics Group puntò un telescopio equipaggiato con un filtro solare al Mylar» e che «più di duecento persone guardarono il sole attraverso uno dei filtri solari e nessuno vide niente di insolito».
Il Professore Auguste Meessen dell'Istituto di Fisica dell'Università Cattolica di Lovanio ha affermato che le presunte osservazioni furono probabilmente effetti ottici causati da una lunga osservazione diretta ad occhio nudo del sole. Meessen sostiene che gli effetti sulla retina prodotti anche da brevi periodi passati a fissare il sole possono dar luogo ad effetti "danzanti". Similmente, Meessen sostiene che i cambiamenti di colore a cui assistettero i testimoni furono causati per la maggior parte dalla rottura delle cellule fotosensitive della retina. Meessen osserva inoltre che "miracoli del sole" sono stati riportati in numerosi luoghi dove masse di pellegrini sono state incoraggiate a guardare il sole. Egli cita a le apparizioni segnalate a Heroldsbach, Germania (1949) come un esempio, dove gli stessi identici fenomeni ottici già riportati a Fatima furono segnalati da più di 10.000 persone.
Inoltre, nonostante tutte le varie testimonianze, va detto che non tutti i testimoni videro il sole "danzare". Alcune persone videro solamente una variazioni di colori. Altre, inclusi alcuni credenti, non videro assolutamente nulla. Non esistono resoconti di alcuna inusuale attività solare o astronomica nel periodo di tempo in cui il sole fu segnalato come "danzante" e tantomeno esistono testimonianze di inusuali fenomeni solari al di fuori di Cova da Iria.
L'ultima ipotesi in ordine cronologico, e probabilmente più plausibile in quanto coincidente con ciò che affermano di aver visto la maggior parte delle persone la dobbiamo a padre Szaniszló Jaki, monaco benedettino e fisico, membro onorario dell’Accademia Pontificia delle Scienze. 
Dopo aver studiato il fenomeno, ipotizzò che era stato il cambio repentino climatico, in poco tempo dalle nubi al sole, che avrebbe creato una sorta di “lente d’aria” di cristalli di ghiaccio. Le correnti avrebbero poi fatto muovere questa “lente” facendo così scaturire quella "danza” del sole, in un movimento ellittico, agli occhi dei presenti. Fenomeno simile al parelio ipotizzato da Nickell, ma più aderente, includendo il movimento, alle descrizioni dei testimoni.
Va precisato tuttavia che nessuna di queste ipotesi tiene conto della inusuale capacità predittoria dei tre bambini, ragione stessa della presenza della folla in attesa di un evento prodigioso.

### Descrizioni alternative
Alcuni autori hanno tentato di collegare l'evento con altre descrizioni analoghe di fenomeni paranormali non collegati al cattolicesimo. La statunitense studiosa di religioni Lisa J. Schwebel ha confrontato l'evento con altre esperienze religiose collettive, culminanti con improvvise e misteriose apparizioni di luce nel cielo.
Non mancano le versioni che accettano l'esistenza di un fenomeno soprannaturale, ma lo inquadrano in un contesto diverso da quello cattolico; ad esempio, l'avventista J. D. Johnson attribuisce il fenomeno a Satana invece che a Dio.
Il fenomeno è stato interpretato anche in chiave ufologica. Il parapsicologo statunitense D. Scott Rogo (1950-1990) ipotizza la presenza di un oggetto volante non identificato di origine extraterrestre, scambiato erroneamente per il Sole. Un'interpretazione analoga è stata avanzata anche dall'astronomo e ufologo francese Jacques Vallée.
Auguste Meessen, dell'Università cattolica di Lovanio, ha sperimentato che la visione di un disco grigio è un adattamento biochimico dell'occhio a fonti luminose ad alta intensità.

### Racconti analoghi
Tra i racconti di persone che sostengono di aver visto fenomeni di questo tipo, uno si sarebbe svolto a Motta di Livenza nel 1510, un altro a Kibeho in Ruanda, il 31 maggio 2003, sul quale però sembra che lo stesso vescovo di Gikongoro abbia espresso delle riserve, un altro ancora sarebbe avvenuto a Medjugorje, per il quale esistono dei filmati realizzati dal Movimento Gospa (una spiegazione scientifica del fenomeno è stata proposta da Marco Corvaglia, autore del libro "La verità su Medjugorje. Il grande inganno"), inoltre si sarebbe verificato un fenomeno analogo a Mammanelli (Avola).

#### La testimonianza di Pio XII
Papa Pio XII riferì di aver assistito allo stesso fenomeno il 30 ottobre 1950, tre giorni prima della proclamazione solenne del dogma dell'Assunzione di Maria. Il Papa dichiarò di aver interpretato il "segno" come una sorta di "approvazione" del gesto che stava per compiere.